# Viktor Robertovics Coj
Viktor Robertovics Coj, oroszul: Виктор Робертович Цой; (Leningrád, 1962. június 21. – Riga, 1990. augusztus 15.) koreai származású szovjet-orosz rockzenész, költő és színész, a Kino zenekar vezetője volt.

## Élete

### Zenei karrier kezdete
Koreai apától és orosz anyától született. 1974-ben megalakította Makszim Paskovval első zenekarát Palata № 6 (6. sz. kórterem) néven. 1979-ben kezdett rockdalokat írni. A rockzenét az akkori Szovjetunióban hivatalosan nem ismerték el, és főleg Leningrádban játszották.
1980-ban kizárták a Szerov Művészeti Szakiskolából „rossz jegyei” miatt. Fűtőként dolgozott egy bérházban és összejöveteleken játszotta dalait.
Egy fellépés alkalmával megismerkedett Borisz Grebenscsikovval (Бoрис Гребенщиков) az Akvarium (Аквариум) nevű rockzenekar tagjával, aki pártfogásába vette. 1982-ben lépett először színpadra az I. Leningrádi Rock-Klub Koncerten, ahol az Akvarium tagjai kísérték. Az újszerű szöveg és zene megnyerte a hallgatóság tetszését. Röviddel ezt követően zenekart (Гарин и гиперболоиды – Garin i giperboloidi) alapított Alekszej Ribinnel és Oleg Valinszkijjel, mely néhány hónap múlva Kino (Кино) lett. Coj lakásán demo felvételt készítettek, mely hamarosan Leningrádon kívül is ismertté vált.

### Undergroundzenekar

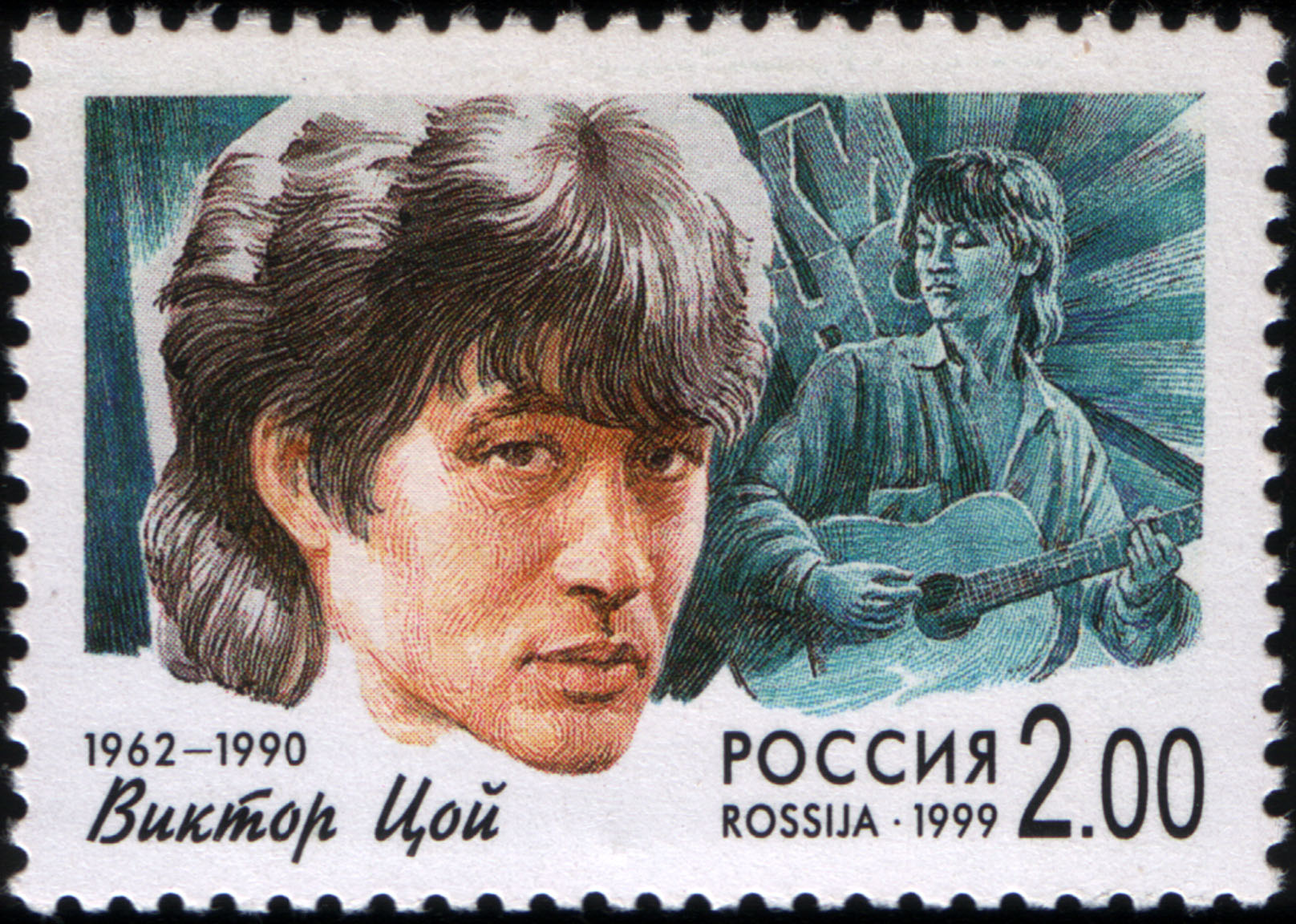
Viktor Coj arcképe orosz bélyegen (1999)

1982-ben jelent meg a Kino első albuma, címe 45 volt. Politikai témákról szóltak dalaik. Az Elektricska (Электричка) dalban olyan emberről énekelnek, akit a vonat rossz irányba visz. Ez a metafora a Szovjetunióra vonatkozott és betiltották a dalt. A rendszert bíráló fiatalok között egyre népszerűbb lett Coj és a Kino zenekar. A II. Leningrádi Rock-Klub Koncerten politikailag még jobban elkötelezett dalokat játszottak, mint például a „Házamat atommentes övezetnek nyilvánítom” (Я oбъявляю свой дом безъядерной зоной). A dal azoknak a szovjet fiataloknak a háborúellenes érzéseit fejezte ki, akik nem akartak harcolni az afganisztáni háborúban. A Kino a koncerten első díjat nyert.
1985-ig a zenekart mellőzték. A helyzet megváltozott, amikor Gorbacsov új politikai irányvonala, a glasznoszty és a peresztrojka nyílt politikai vitákat tett lehetővé a szovjet médiában. 1986-ban Coj kihasználta ezt a nyitást és új dallal lépett elő, melynek címe Változásokat akarok (Хочу перемен).

### Az ifjúság bálványa
1987 volt az áttörés éve. A 7. albumuk, a Vércsoport (Группа крови) hangsúlyozottan politikai dalokat tartalmazott. S mivel ilyen zenét még eddig nem játszottak a Szovjetunióban, igazi Kino-őrület tört ki. Néhány dal közvetlenül az ifjúsághoz szólt. Arra buzdította őket, hogy vegyék át az irányítást és változtassák meg az államot. Más dalok társadalmi problémákat vetettek fel, melyek pusztítják az országot. Coj az orosz fiatalok bálványa lett és a Kino a legnépszerűbb rockzenekar.
A rákövetkező években Coj sikeres filmekben szerepelt. Az Egyesült Államokba is eljutott, ahol egy fesztiválon mutatta be filmjeit. A Kino további albumokkal jelentkezett. A dalok politikai üzenete növelte a zenekar népszerűségét. Az elért sikerek ellenére is Coj kazánfűtő maradt, mert a zenekarnak pénzre volt szüksége. Dalaikat széles körben másolták országszerte, jelentős bevételektől estek el.
1990-ben rendezték legnagyobb koncertjüket a moszkvai Luzsnyiki Stadionban, ahol 62 000 rajongójuk előtt játszottak. 1990. augusztus 14-én Coj befejezte egy újabb album vokális felvételét Lettországban. Leningrádba akart menni, hogy elkészítsék a hangszeres felvételt a zenekar többi tagjával.

### Korai halála

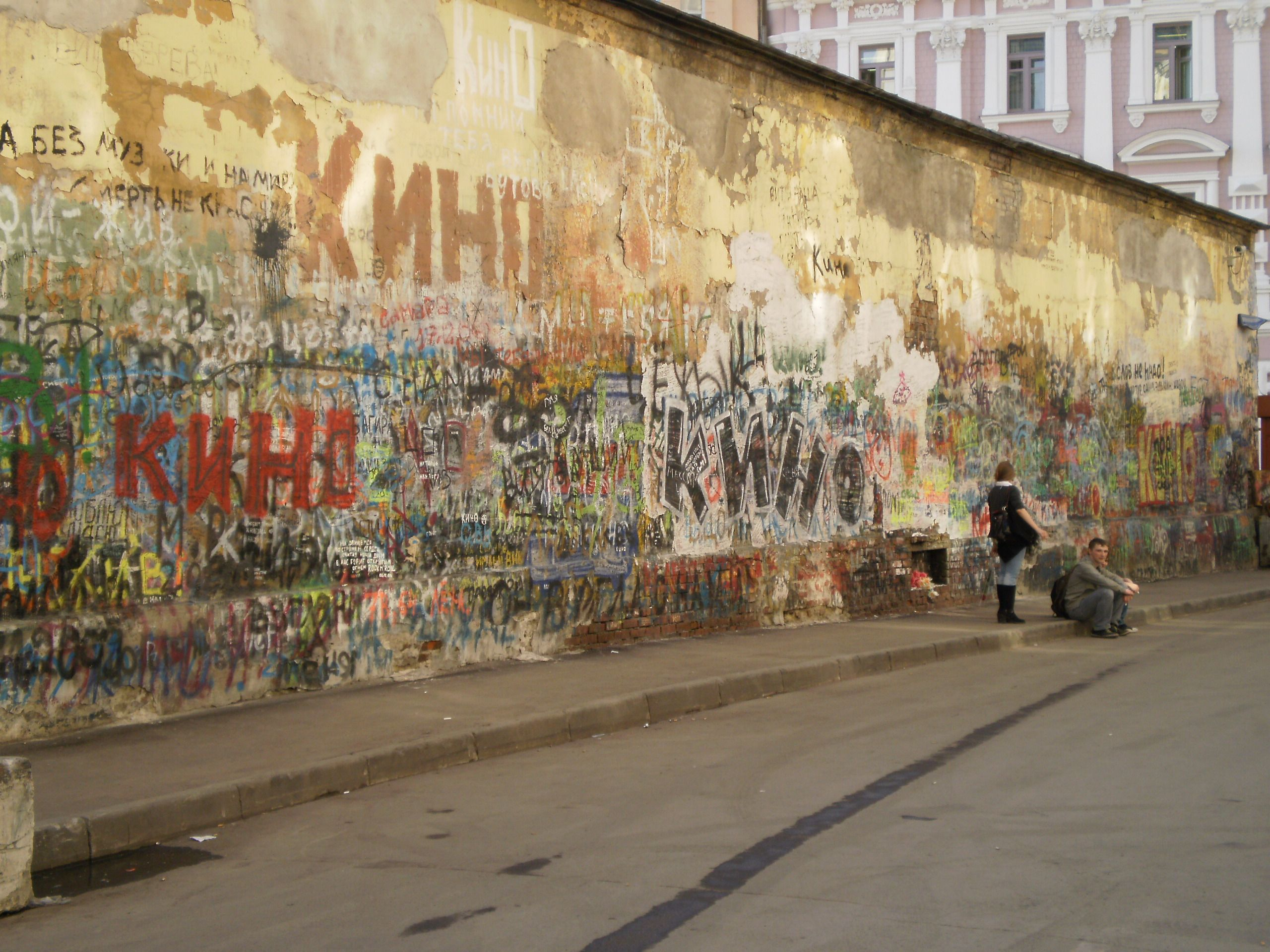
Coj-fal az Arbat utcában, (Moszkva)

1990. augusztus 15-én kora reggel Rigát elhagyva elveszítette uralmát a jármű felett és egy autóbuszba rohant. Coj azonnal meghalt, az autó teljesen összetört. A néhány megmaradt tárgy között megtalálták az új album énekfelvételét. Az albumot befejezte a zenekar: a Fekete Album óriási példányszámban kelt el. 65 fiatal öngyilkos lett, mert úgy érezték, hogy Coj nélkül már nem érdemes élni.
Sírján, a szentpétervári Bogoszlovszkoje temetőben mindig van virág. Moszkvában és Minszkben emlékfalat emeltek tiszteletére. 2008-ban a minszki Viktor Coj-falat építési munkálatok miatt lebontották.
1985-ben feleségül vette Marianna Cojt. Egy fiuk született, Alekszandr (1985).

## Idézetek tőle
„Messzebb akarunk nézni, nem csak a szemközti ház ablakáig. Élni akarunk, a macskák hét életét akarjuk élni! Itt vagyunk és jogainkat követeljük. Igen! Hallod a kabátok suhogását? Ezek mi vagyunk! Átvesszük az irányítást!”
Viktor Coj: „Mostantól mi irányítunk”
„Szívünk változásért eped. Szemeink változásért könyörögnek. Nevetésünk, könnyeink, szívdobogásunk változást kér.”
Viktor Coj:„Változásokat akarunk!”

## Szerzeményei
- 45, Moroz Records, 1982
- 46, Moroz Records, 1983
- Nacsalnyik Kamcsatki, (Начальник Камчатки) Moroz Records, 1984
- Eto nye ljubov, (Это не любовь), Moroz Records, 1985
- Nocs, (Ночь) Moroz Records, 1986
- Gruppa krovi, (Группа крови), Moroz Records, 1988
- Poszlednyij geroj, (Последний герой), Moroz Records, 1989
- Zvezda po imenyi szolnce, (Звезда по имени Солнце), Moroz Records, 1989
- Csornij albom (Чёрный альбом), Moroz Records, 1990

## Fordítás
- Ez a szócikk részben vagy egészben  a   Wiktor Robertowitsch Zoi című német Wikipédia-szócikk fordításán alapul.  Az eredeti cikk szerkesztőit annak laptörténete sorolja fel. Ez a jelzés csupán a megfogalmazás eredetét és a szerzői jogokat jelzi, nem szolgál a cikkben szereplő információk forrásmegjelöléseként.